# Бикбов, Евгений Архипович
Евгений Архипович Бикбов (14 августа 1914 года — 14 июля 1983 года) — гвардии сержант Рабоче-крестьянской Красной Армии, участник боёв на озере Хасан и Великой Отечественной войны, Герой Советского Союза (1945).

## Биография
Родился 1 (по новому стилю — 14) августа 1914 года в казачьем посёлке Остроленский (ныне — Нагайбакский район Челябинской области) в семье казака. По национальности — нагайбак.
Родители: отец – Бикбов Архип Ильич, мать – Пелагея Илларионовна. Отец нес казачью службу и в 1916 году, сражаясь на фронтах Первой Мировой войны, погиб в Карпатах.
Получил начальное образование, работал в колхозе, затем в Нагайбакском райотделе НКВД СССР. В 1936—1938 годах проходил службу в Рабоче-крестьянской Красной Армии.
В 1938 году участвовал в боях у озера Хасан.
В сентябре 1942 года повторно призван в армию и направлен на фронт Великой Отечественной войны. В 1943 году вступил в ВКП(б). К июню 1944 года гвардии сержант Евгений Бикбов командовал отделением моторизованного батальона автоматчиков 25-й гвардейской танковой бригады 2-го гвардейского танкового корпуса 11-й гвардейской армии 3-го Белорусского фронта. Особо отличился во время освобождения Белоруссии.
30 июня 1944 года отделение Бикбова перебралось по горящему мосту через Березину у деревни Черневка Борисовского района Минской области Белорусской ССР. Отделению удалось захватить 3 вражеских дзота и уничтожить в рукопашной схватке большое количество немецких солдат и офицеров. Действия отделения содействовали успешной переправе всего батальона.
Указом Президиума Верховного Совета СССР от 24 марта 1945 года за «образцовое выполнение боевых заданий командования на фронте борьбы с немецко-фашистскими захватчиками и проявленные при этом мужество и героизм» гвардии сержант Евгений Бикбов был удостоен высокого звания Героя Советского Союза с вручением ордена Ленина и медали «Золотая Звезда» за номером 6187.
После окончания войны был демобилизован и вернулся на родину. В 1945—1947 годах работал участковым уполномоченным отдела милиции, затем — в исполкоме Нагайбакского райсовета депутатов трудящихся Челябинской области. В 1954—1974 годах был лесником Арсинского лесничества Верхнеуральского лесхоза. В 1974 году вышел на пенсию.
Умер 14 июля 1983 года, похоронен в посёлке Остроленский.
Был также награждён орденом Красной Звезды и рядом медалей. В честь Бикбова названа улица в Остроленском.